# Il padrino - Parte III (colonna sonora)
Il padrino - parte III (The Godfather Part III) è la colonna sonora dell'omonimo film, composta e diretta da Carmine Coppola.

## Tracce
1. "Main Title" (Nino Rota) – 0:41
2. "The Godfather Waltz" (Rota) – 1:10
3. "Marcia Religiosa" (Carmine Coppola, Rota) – 2:51
4. "Michael's Letter" (Coppola, Rota) – 1:08
5. "The Immigrant"/"Love Theme From The Godfather Part 3" (Coppola, Rota) – 2:36
6. "The Godfather Waltz" (Rota) – 1:24
7. "To Each His Own" (Jay Livingston, Ray Evans) – 3:20 performed by Al Martino
8. "Vincent's Theme" (Coppola, Rota) – 1:49
9. "Altobello" (Coppola, Rota) – 2:08
10. "The Godfather Intermezzo" (Coppola, Rota) – 3:21
11. "Sicilian Medley" (Coppola) – 2:09 Medley of Va, pensiero / Danza Trantella / Mazurka (Alla Siciliana)
12. "Promise Me You'll Remember (Love Theme From The Godfather Part III)" (Coppola, John Bettis) – 5:10 performed by Harry Connick, Jr.
13. "Preludio And Siciliana" () – 8:15 (excerpt from Cavalleria rusticana)
14. "A Casa Amiche" () – 1:59 (excerpt from Cavalleria rusticana)
15. "Preghiera" () – 5:29 (excerpt from Cavalleria rusticana)
16. "Finale" () – 8:12 (excerpt from Cavalleria rusticana)
17. "Coda: The Godfather Finale" (Rota) – 2:28

### (Canzoni nella lista crediti del film)
- "To Each His Own" (Livingston, Evans) - performed by Al Martino
- "Vitti 'Na Crozza" (Francesco Li Causi)
- "Eh, Cumpari" (Julius LaRosa, Archie Bleyer)
- "Beyond the Blue Horizon" (Leo Robin, Richard A. Whiting, W. Franke Harling)
- "Lover" (Lorenz Hart, Richard Rodgers)
- "Senza Perdono" (Francesco Pennino)
- "Miracle Man" (Elvis Costello) - written and performed by Elvis Costello
- "Dimmi, Dimmi, Dimmi" (Carmine Coppola) - arrangement by Celso Valli
- "Gregorian Chant"
- "Brucia La Terra" (Nino Rota, Kaballà)
- "Santa Rosalia" (Tony Cucchiara) - (from La Baronessa di Carini) - performed by Grace Farrugia, Maria Tulumello, Vincenzina Galante & Josephine Attardo; produced by Harry Connick Jr. and Stephan R. Goldman
- "Promise Me You'll Remember" (Love Theme From The Godfather Part III) (Carmine Coppola, John Bettis) - performed by Harry Connick Jr.
- excerpts from Cavalleria rusticana